# Fényevés
A fényevés vagy fénytáplálkozás az az állítólagos képesség, mely által az élet táplálkozás nélkül is lehetséges.
A fényevéshez hasonló hit az indiai vallásokban már korán megjelent. Hívei azt állítják, hogy nincs szükség ételre és gyakran még vízre sem, mert az ember képes kizárólag pránával, azaz az éterből táplálkozni. Az ájurvéda hasonló elgondolása szerint az ember képes a napfényből elegendő energiát nyerni. Erre utal a fényevés szó, ami azt jelenti, hogy a gyakorlatban a fény jelenti a táplálék elsődleges forrását.
A tudományos közvélemény szerint a fényevés egy potenciálisan halálos áltudomány. Sok híve halt már éhen. Ennek ellenére Nyugaton is sokan, – köztük Rüdiger Dahlke – arra hívják fel a figyelmet, hogy az életről és a világról alkotott általános anyagi elképzeléseink nem állják meg a helyüket.

## Tudományos szempontból
A táplálkozástudomány szerint az étkezés tartós mellőzése éhezést, kiszáradást és halált okoz. Utánpótlás hiányában a test saját magát emészti fel, kezdve a glikogénraktárakkal, és folytatva az izmokkal, a testzsírral, a csontokkal és végül az idegrendszerrel. A fényevők azt állítják, hogy testük nem a tartalékokból él, miközben semmit sem esznek vagy isznak.
A Jasmuheen által ajánlott bevezető 21 napos folyamat magában foglal egy hét napos teljes böjtöt, amikor sem étel, sem ital nem fogyasztható. Orvosi szempontból ez a szakasz kritikus, mert a legtöbb ember nem bírja a szomjazást három napnál tovább. A negyedik napra a vese károsodása és veseelégtelenség alakulhat ki. A túlélés pontos ideje a körülményektől függ. Az eutanáziában részesített kómások, akiket nem táplálnak tovább, 10-14 napig élnek még. Egy cellában felejtett rab 18 napot élt túl étel és ital nélkül, csak a cella falán szivárgó nedvesség szolgált minimális folyadékforrásul.
Ezzel szemben az egészséges szervezet akár 50-80 napig is kibírja étel nélkül, ha elegendő folyadék áll rendelkezésére. Az éhségsztrájkolók többnyire 50-60 nap után halnak meg. Az elhízottak esetén ez az idő hosszabb is lehet.  Az orvosi felügyelet alatt végrehajtott léböjt a felnőttek számára veszélytelen. A léböjt ideje alatt gyakran kalóriában gazdag folyadékokat itatnak. Lehetséges az élethez szükséges tápanyagokat hosszabb távon is folyadékkal pótolni (levesek, gyümölcslevek, tej és tejtermékek). Kómás, öntudatlan, vagy szilárd táplálékot fogyasztani képtelen betegek élnek így. Jasmuheen szintén átélt egy kiszáradásos szakaszt, amikor kamerák előtt próbálta bemutatni módszereit.
Néhány fényevő tudományos vizsgálatoknak vetette alá magát. Ezek közé tartozott Prahlad Dzsani hindu misztikus 15 napos étel és ital nélkül töltött kórházi megfigyelése, amit azonban nem erősítettek meg független vizsgálatok. Több dokumentált esetben a fényevők meghaltak a kísérlet alatt,  és az összes, az Indiai Racionalista Szövetség által vizsgált esetben csaltak.

## Hívei szerint
A gyakorlói azt állítják, hogy a fényevés valójában nem a böjt egyik formája, hanem a táplálkozás „természetfölötti” módja azáltal, hogy energiát olyan finom részecskékből merítjük, amelyek mindenütt megtalálhatók (gyakran pránának vagy az „isteni fény részecskéinek” nevezik).

## Vallási hagyományok

### Kereszténység
Több keresztény egyházban ősi hagyománya van a böjtölésnek, így a katolikus és az ortodox egyházakban. Hagyományaik szerint voltak olyan szentek, akik hosszabb időt túléltek étel és ital nélkül, vagy csak az oltáriszentséget vették magukhoz. Ilyenek a következők:
Az inedia (magyarul böjtölés, étlenség, nem evés, éhezés) latin szó, a katolikus vallásos iratok szövegeiben a szentek aszkétikus életmódjával kapcsolatban használatos fogalmat jelenti. A keresztény szentek közül többen, képesek voltak huzamosabb ideig étel és ital nélkül élni, legfeljebb csak az oltáriszentséget vették magukhoz.
Az ókorban

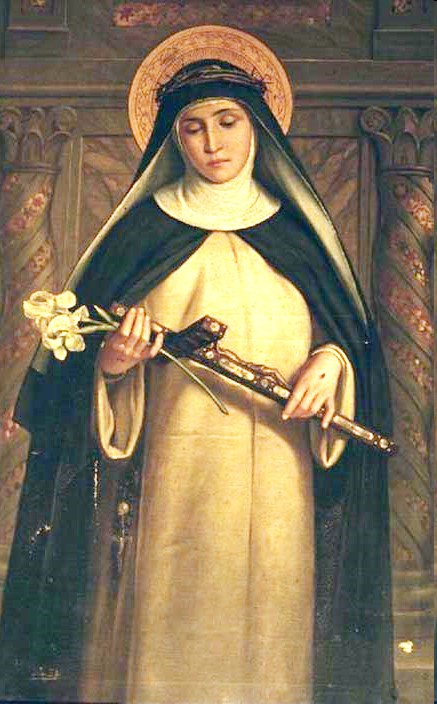
Sziénai Katalin köztudottan hosszú ideig böjtölt, és három hónapnyi fényevés után halt meg

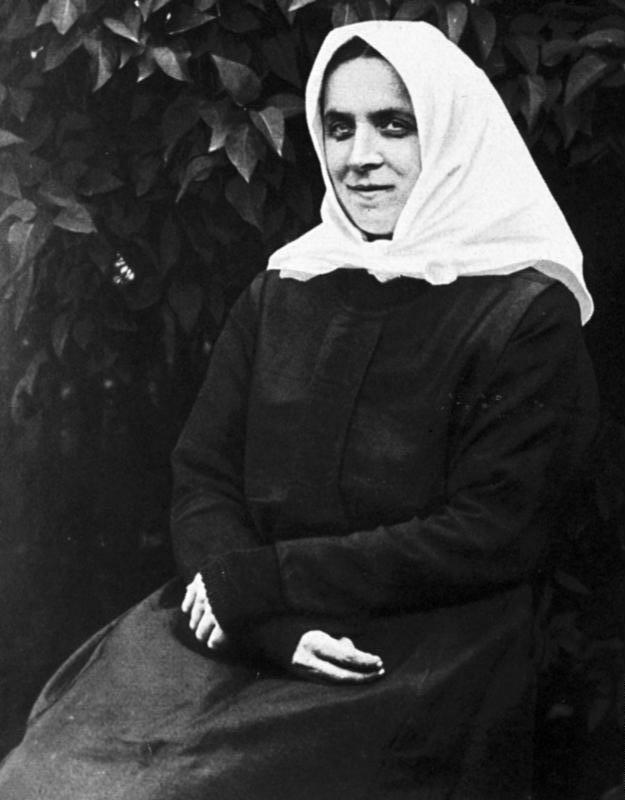
Konnersreuthi Neumann Teréz (1898-1962)

- Szent Hór a sivatagi atyák közül (kb. 10 éven át)[17]
- Egyiptomi Mária (kb. 344 – kb. 421)

A középkorban
- Leszboszi Theoktistos[18] (9. század)
- Alpais of Cudot (12-13. század)
- Sziénai Szent Katalin (1347–1380)
- Elisabeth Achler (1386-1420)
- Elena Enselmini (1207–1231/1242, Itália)
- Schiedami Szent Lidwina (1380-1433, mai Hollandia)
- Flüei Szent Miklós (A  legenda szerint 19 évig csak az oltáriszentséget vette magához)

17-18. században
- Mariana de Jesús de Paredes (1618-1645, Dél-Amerika)
- Louise Lateau (1850-1883, Belgium)
- Maria Furtner (de) (1821-1884, Bajorország)

19-20. században
- Neumann Teréz (1898–1962) évtizedeken át csak az oltáriszentséget vette magához
- Pietrelcinai Szent Pio (1887–1968)
- Boldog Alexandrina Maria da Costa (1904–1955). Vatikáni életrajza szerint a portugál katolikus misztikus 1942 márciusától a haláláig, körülbelül 13 éven át nem táplálkozott, csak az oltáriszentséget vette magához.
- Marthe Robin (wd) (1902-1981). A francia misztikus és stigmatikus éveken át nem táplálkozott.

### Buddhizmus
- Ram Bahadur Bomjon (wd) (Nepál, 1990-ben szül.)

### Hinduizmus
A hindu szent szövegek remetéket és szenteket tartanak számon, akik étel és ital nélkül képesek voltak életben maradni. 
Valmiki Rámájanájának III. könyvének, VI. énekében említ egy, a világtól visszavonult szent embert, aki Śarabhanga remeteségébe érkezett. Itt laktak szentek, akik holdsugáron és napfényen éltek, és olyanok, akiknek elég volt a levegő is.  A XI. énekben név szerint is megemlítik Māṇḍakarṇit, egy szent embert, aki tízezer évet élt csak levegőn.
Egyes források szerint a 20. századi sziddha jógi, Devraha Baba Mathurában hosszú ideig élt táplálék nélkül. 1990-ben halt meg.
Paramahansa Yogananda az Egy jógi önéletrajza könyvében részletez két, ételt és italt nem igénylő történelmi példát, Giri Bálá és Neumann Teréz életét. 
- Giri Bálá Észak-Indiában egy bengáli faluban élt női jógiként és 1880 óta, Yoganandával való találkozásáig már 56 éve nem vett magához sem ételt, sem italt. A buridváni maharadzsa, Bidzsaj Cs. Mahtáb az udvarába hívatta a jógit és annak beleegyezésével 2 hónapra elzáratta, hogy szigorú vizsgálat alá vessék alá. Ezt később 20, majd 15 napos vizsgálattal is megismételték. Giri Bálá, elmondása alapján egyfajta jógatechnikát gyakorolt annak érdekében, hogy kozmikus energiával töltse fel magát az éterből, a napból és a levegőből.[19]

### Dzsainizmus
Az indiai dzsainizmus követői különféle böjttípusokat gyakorolnak. Egyes dzsain szerzetesek és laikusok hónapokig is táplálék nélkül élnek. Ezek az időszakok hat hónapig vagy akár még tovább tartanak. Egy dzsain szerzetes, Sahadzs Muni Maharadzs állítólag 1998. május elején fejezte be az egy teljes éves, táplálék nélküli időszakát. 

### Taoizmus
- Chi Song Zi(zh)

### Sámánizmus
- Henri Monfort[21] francia élő személy)

## Egyéb gyakorlói

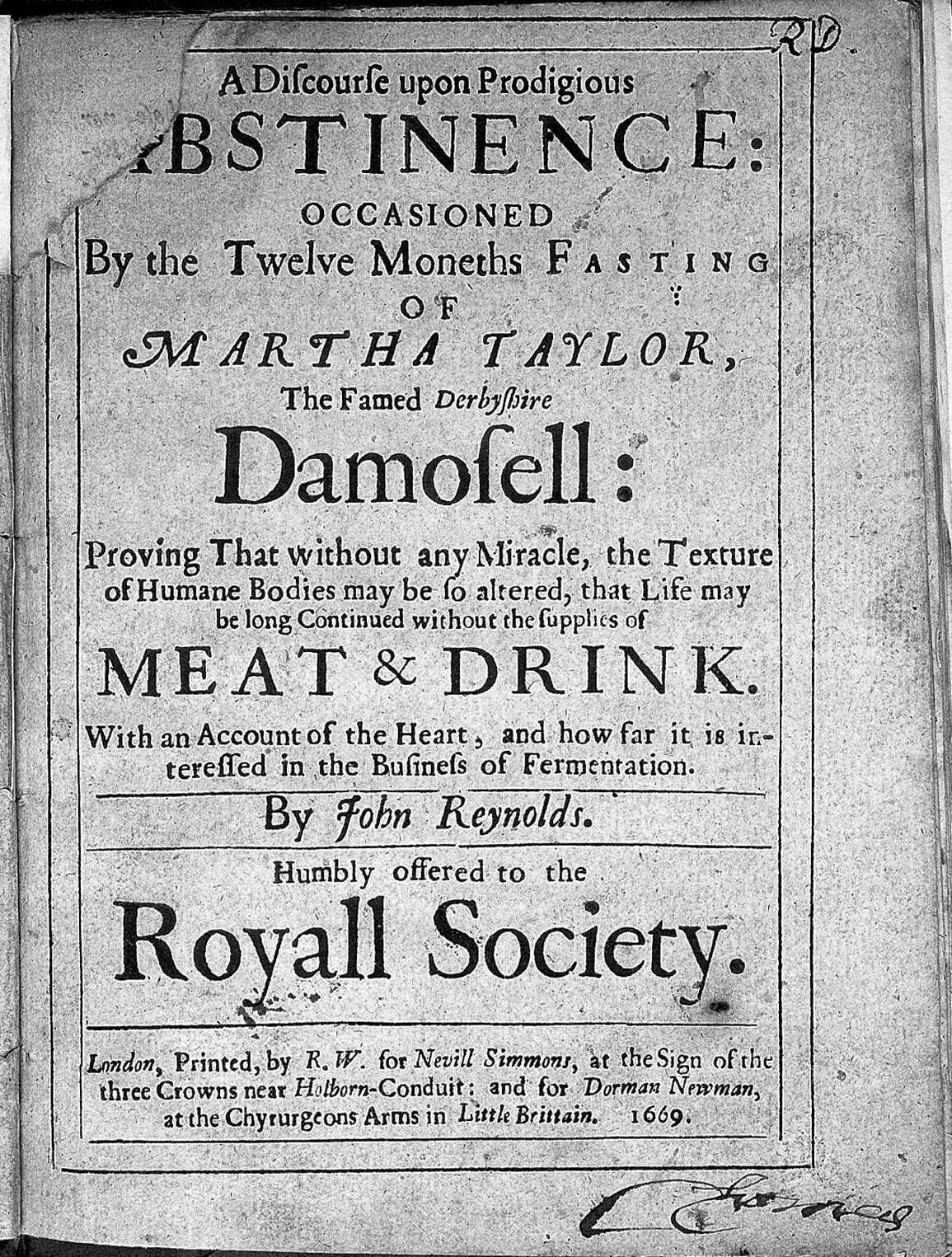
Egy 1669-es londoni újság közleménye, hogy egy Martha Taylor nevű hölgy táplálék és víz nélkül élt 12 hónapig.

Már évszázadok óta vannak hírek olyan emberekről, akik semmit sem, vagy nagyon keveset ettek.
A wales-i Sarah Jacob 10 éves korától (1867) rettentő minimális ételt fogyasztott, végül 1869-ben, 12 évesen halt meg. Egy fiatal angol lány esetét is leírták, aki 1874 áprilisától 1877 decemberéig tartózkodott az evéstől, bár ez idő alatt folyamatosan morfiumot használt. Mollie Fancher (1848 – 1916) becenevén a Brooklyn-i rejtély, 14 évig élt táplálék nélkül.

### Ram Bahadur Bomjon
Ram Bahadur Bomjon egy fiatal nepáli buddhista szerzetes, aki Nepál egy távoli területén él visszavonultan. Időnként felhagy az evéssel és az ivással. Egy ilyen 96 órás szakaszt a Discovery Channel is nyomon követett, amely idő alatt Ram Bahadur Bomjon még csak meg sem mozdult.

### Jasmuheen

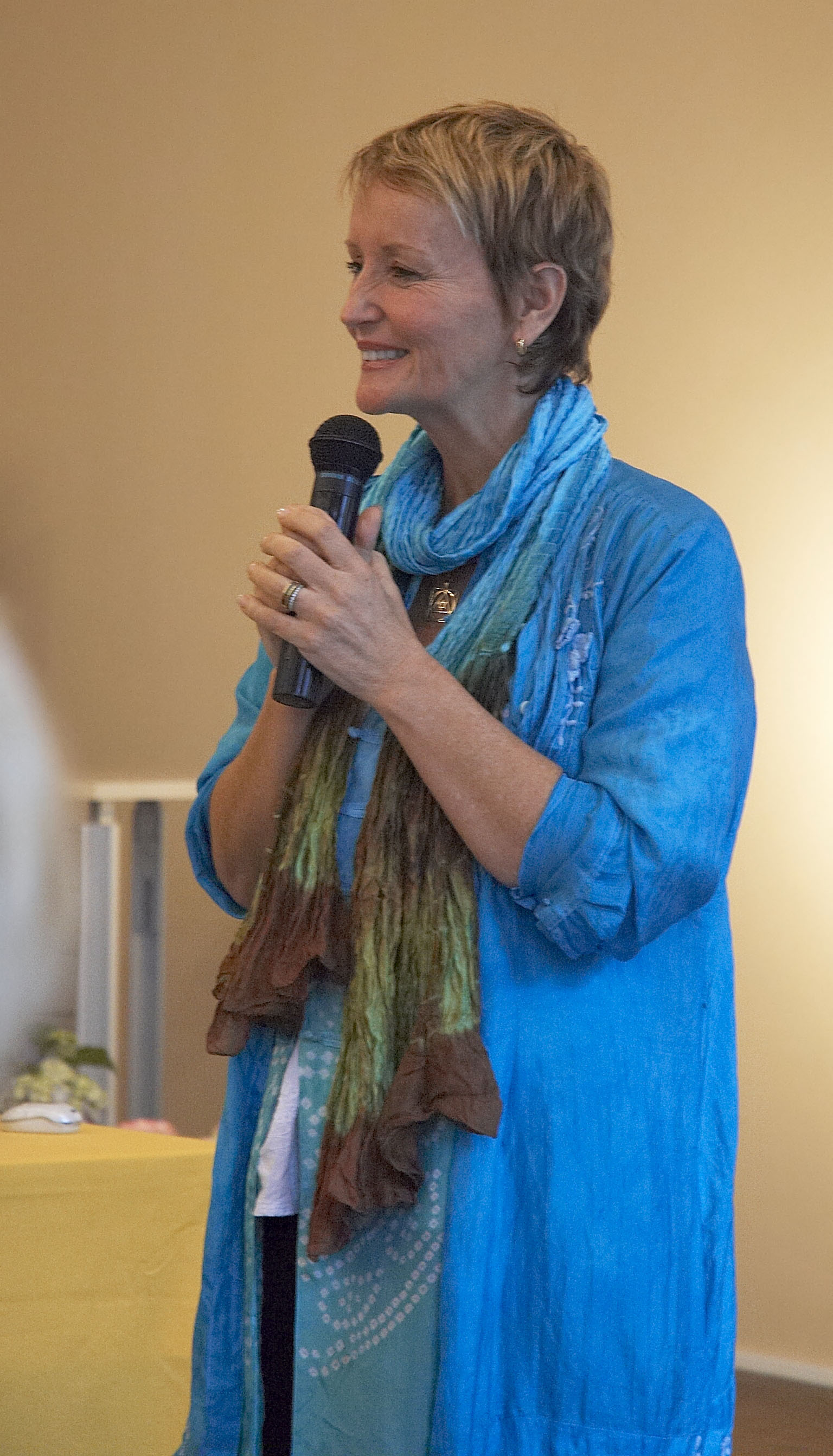
Jasmuheen, születési nevén Ellen Greve

Jasmuheen, születési nevén Ellen Greve, az 1990-es években a fényevés egy ismert támogatója volt. Azt állította, hogy hónapokig bírja egy csésze teával, mert a teste egy másik energiával működik. Az újságírók nagy mennyiségű raktározott élelmiszert találtak a házában. Jasmuheen azt mondta, hogy ez a férjének van. 1999-ben a 60 perc ausztrál műsor kedvéért vállalta, hogy közelről megfigyeljék egy hétig, hogy bemutassa módszereit. Kijelentette, hogy sikertelen volt a teszt első napján, mert a szálloda levegője szennyezett, és a környék zajos, ezért nem tudta kiszűrni a levegőből a táplálékot. Állítása szerint hetven százalékban a friss levegőből származik a létfenntartásához szükséges tápanyag, és itt még lélegezni sem bír. A harmadik nap ezért átköltöztek egy tisztább levegőjű hegyi területre. További négy nap múlva Dr. Berris Wink, az Ausztrál Orvosi Szövetség Queensland állami elnöke sürgette a kísérlet félbeszakítását.
Dr. Wink szerint Jasmuheen pupillái kitágultak, beszéde lelassult, és 10-11%-ban kiszáradt. A pulzusa kétszerese annak, mint ami a kísérlet kezdetén volt. Ha folytatja, akkor fennáll a veseelégtelenség kockázata, és emiatt a 60 percet is felelősségre lehetne vonni, ezért a kísérletet leállították. Dr. Wink szerint Jasmuheen nemcsak a saját életével játszott, hiszen sokan hisznek neki. Ez már csak azért is felelőtlenség, mert másokat is bajba sodorhat ezzel a viselkedéssel. Jasmuheen vitatta az eredményeket, hivatkozva arra a hatezer emberre, akik probléma nélkül élnek a levegőből. Habár szerinte ezrek követik, főként Németországban, eddig még nem bizonyosodott be egyikükről sem, hogy hosszabb ideig mellőzhették volna a táplálkozást.
Jasmuheent 2000-ben az Australian Skeptics a Bent Spoon Awarddal tüntette ki. Ugyanebben az évben irodalmi Ignobel-díjat is kapott (az eredeti Nobel-díj paródiája) a Living on Light című művéért. Jasmuheen azt állítja, hogy hitük Saint-Germaintől származik. Azt állította továbbá, hogy DNS-e “12 szálúvá vált”, hogy jobban elnyelje a hidrogént. Amikor 30 ezer dollárt ajánlottak fel neki egy vértesztért, azt mondta, hogy nem értik a lényeget.

#### Jasmuheen követőinek halála
A 49 éves, ausztrál születésű, skóciai lakos Verity Linn, a 31 éves müncheni óvodapedagógus Timo Degen, és az 53 éves melbourne-i Lani Marcia Roslyn Morris halála élénk vitát váltott ki, amikor Jasmuheen példáját követve megpróbáltak a levegőből élni. Jim Vadim Pesnak (63) és felesége, Eugenia (60) rendre hat és kétéves börtönbüntetést kapott, mert bűnösnek találták őket Morris halálában, mivel Pesnak késlekedett orvosi segítséget hozni. Jasmuheen szerint nem fiziológiai, hanem pszichospirituális okok álltak Linn halálának hátterében. Linnt jelölték Darwin-díjra, de nem kapta meg.
Jasmuheen tagadta a felelősséget a három ember halálában, és nem vállal felelősséget követőinek cselekedeteiért. Lani Morris halála kapcsán azt nyilatkozta, hogy Lani Morris nem az egység helyéről indult, és nem volt megfelelően motivált.
2007-ben Magyarországon éhen halt egy terhes asszony, aki a férje által a családra erőltetett fényevést követte. A családban élő két gyerek szintén erősen ki volt száradva. A férjet kényszergyógykezelés alá vonták.
2012-ben egy svájci nő halt éhen, amikor Jasmuheen egy könyve alapján megpróbált csak a fényen élni. Más források szerint a nő egy fényevéssel foglalkozó filmet nézett meg, az osztrák Am Amfang war das Licht-et.
A 2010 szeptemberében megjelent Am Anfang war das Licht osztrák dokumentumfilm foglalkozott a fényevéssel, így a téma széles körben ismertté vált a német nyelvű országokban. A rendező, P. A. Straubinger felkeresi az ismert fényevőket, ezoterikusokat, orvosokat és kutatókat, hogy megmagyarázza a jelenséget. A tudományos fejtegetések ellenére a film azt a felfogást képviseli, hogy a fényevés valóban lehetséges. Az osztrák médiában kritizálták a filmet és Straubingers kijelentését. Az ellenvélemények szerint a film manipulatív, tévhiteket terjeszt, és felelőtlenül foglalkozik a témával.

### Wiley Brooks
Wiley Brooks az Amerikai Fényevő Intézet alapítója. Először 1980-ban jelent meg a  That's Incredible! TV showban.  Azután visszavonult, hogy minden idejét annak a megoldására fordítsa, hogy miért kellett ennie a fizikai teste fenntartására, hogy a fényteste manifesztálódhasson.  Arra a következtetésre jutott, hogy ennek négy oka van: a légszennyezés, az elektroszmog, az emberek szennyezettsége és az étel általi beszennyeződés.
1983-ban a Santa Cruz 7-Eleven megfigyelte, hogy Slurpee-t, hot dogot és Twinkie-t fogyasztott. 2003-ban azt nyilatkozta a Colors magazinnak, hogy néha sajtburgert és kólát kell fogyasztania, mivel ezek adják vissza a szemétkultúra és a szemététel miatt elvesztett egyensúlyt.
Weboldalán Brooks azt tanácsolja követőinek, hogy először kombinálják a szemét ételt az oldalon megjelenő öt mágikus ötdimenziós szó meditatív elkántálásával, amely szavak közül több a kundalini-jógából származik.  Az 5D Q&A szakaszban Brooks kijelenti, hogy a szarvasmarhák ötdimenziós lények, amelyek segítik az embert ötdimenzióssá válni azzal, hogy a háromdimenziós ételt ötdimenzióssá alakítják, ami a marhahús. A Question and Answer szakaszban Brooks kifejti, hogy a McDonald's Double Quarter-Pounder with Cheese termékének speciális alapfrekvenciája van, ezért ajánlja a kezdő fényevőknek alkalmi ételként. A diétás kólát is ajánlja, mint light folyadékot. A reménybeli követőinek ajánlja, hogy később majd ismét keressék fel a weboldalát, hogy érezzék a mágiáját.
Brooks hívható telefonon is, amiről azt írja, hogy ötdimenziós, hogy a varázsszavak helyes kiejtését is meghallgassák. Ha a vonal foglalt, akkor a további meditációt ajánlja, és hogy néhány perc múlva hívják újra.
Brooks intézete díjakat kér azoktól, akik meg akarnak tanulni étel nélkül élni. A minimális tandíj 100 000 dollár, 10 000 dolláros kezdőrészlettel. A tandíj akár 1 milliárd dollár is lehet, ami átutalással fizetendő, 100 000 dolláros kezdőrészlettel. A megszabott határidők csak a milliárdosok számára teszik lehetővé a részvételt.
Brooks képei és írásai szerint beteg, de ténylegesen hajléktalan is.

### Hira Ratan Manek
Hira Ratan Manek (született 1937. szeptember 12-én) azt állítja, hogy 1995. június 18.-a óta vízen, néha teán, kávén és írón él. Szerinte egészségének kulcsát a napozás jelenti.  A dzsainista  Tirthankara Mahávíra, az ókori egyiptomiak, görögök, és az indiaiak ihlették.
Weboldala szerint három hosszabb időszakot töltött teljes böjtben tudományos és orvosi megfigyelés alatt. A legelsőt, ami 211 napig tartott, 1995–96-ban, Kalkuttában, Dr C. K. Ramachandran vezetésével. Ez alatt az idő alatt 41 kg-ot fogyott.
A második alkalom 411 napos volt, és 2000–2001-ben, Ahmadábádban (Gudzsarát) végezték egy 21 fős orvosokból és tudósokból tudományos szempontból.álló csapat felügyeletével és Sudhir Shah és K. K. Shah vezetésével. Sudhir Shah az Indiai Orvosi Szövetség egykori elnöke, és K. K. Shah a Dzsainista Orvosok Szövetségének akkori elnöke volt. Dr K. K. Shah azt mondta, hogy a böjt a meditációra való felkészülést szolgálja, ahogy a nagy szerzetesek és szent emberek mutatják. Túlfogyasztásra és pazarlásra épülő világunkban az előretörő betegségekkel szemben segítheti a tökéletes egyensúly elérését és fenntartását.
Dr Sudhir Shah cikke szerint  ebben az időben több tucat ember férhetett hozzá Hira Ratan Manekhez, és kirándult is legalább egyszer: 2001. április negyedikén, a böjt 401. napján 500 ember kíséretében mindössze másfél óra alatt segítség nélkül megmászta a nevezetes  Shatrunjay hegyet. A böjt alatt 19 kg-ot vesztett. Sem a cikket, sem az élő kísérletet nem ellenőrizte senki sem egy tudományos laptól sem.
A harmadik alkalom 130 napig tartott Philadelphiában, a Thomas Jefferson University és a the University of Pennsylvania közreműködésével Dr. Andrew Newberg és Dr. George C. Brainard vezetésével. Dr Sudhir Shah felügyelőként és konzultánsként vett részt a csapatban. Dr. Andrew Newberg véleménye ezzel szemben az, hogy Hira nem böjtölni jött, hanem a meditációk alatti agyműködésének megfigyeléséért.
Állítólag az Eat the Sun dokumentumfilm (2011-Peter Sorcher) tetten érte, amikor egy nagy ebédet evett az amerikai San Franciscoban.

### Prahlad Dzsani ("Matadzsi")
Prahlad Dzsani egy 83 éves hindu szent ember (szádhu), aki azt állítja, hogy az utóbbi 72 évben étel és ital nélkül élt. Ezt a képességét orvosok vizsgálták a Sterling Hospitalban, (Ahmadábád, Gudzsarát) 2003-ban és 2010-ben. A csapat szerint nem fogyasztott ételt vagy italt megfigyelése alatt, habár nem tudták sem megerősíteni, sem cáfolni ezt a megelőző 70 évre.  A cikk szerint két hétig élt étel és víz nélkül, és ez idő alatt nem termelt vizeletet, székletet,  és dialízisre sem volt szüksége.
Az interjúk szerint a kutatók szoros megfigyelés alatt tartották, és az éjjel-nappali megfigyelést CCTV kamerák biztosították. Dzsanin többszöri orvosi vizsgálatot végeztek. Dzsani csak fürdéskor és gargalizálás közben került érintkezésbe folyadékkel, és a kutatók megmérték az általa kiköpött folyadékot.
Mindkét vizsgálat erős kritikát váltott ki. Sanal Edamaruku, az Indiai Racionalista Szövetség elnöke azért kritizálta a 2010-es kísérletet, mert Dzsani kimozdulhatott a kamerák látószögéből, fogadhatott látogatókat, és elhagyhatta a lepecsételt szobát napfürdőzni. Edamaruku szerint a rendszeres gargalizálás és a fürdés tevékenységét nem figyelték meg elég jól.  Edamaruku nem tekinthette meg a vizsgálatot sem, amivel Dzsani befolyásos védelmezőit okolta.

### Michael Werner
Michael Werner a német nyelvterület legismertebb fényevője, aki saját állításai szerint  2001 óta a fényből él. A Berni Egyetem kutatóorvosai ellenőrzött körülmények között 10 napig figyelték. Ezalatt Werner csak olyan folyadékot ivott, ami nem vagy alig tartalmazott kalóriát. A  2008-ban kiadott cikk szerint Werner képtelen tartósan lemondani a hagyományos táplálékról. A kísérlet alatt  2,6 kg-ot vesztett a súlyából, és testi ereje, teljesítőképessége is csökkent.
Jasmuheen és Michael Werner sem mondott le teljesen a táplálékról. A bécsi Sonja Schwinger dietetikus szerint a fényevés önámítás. Szerinte lehetséges, hogy egyes fényevők azt képzelik, hogy nem esznek, míg a mi nézőpontunkból már igenis esznek.

### Rüdiger Dahlke
Rüdiger Dahlke német orvos csak rövidebb időre kóstolt bele a fénytáplálkozásba, de mint írta:
„Közvetlenül és tudatosan a saját testemen át élhettem, hogy az energiáról alkotott régi természettudományos nézeteink felülvizsgálatra szorulnak. Kétségkívül lennie kell egy másik energiaforrásnak, amelyből én észrevétlenül táplálkoztam, és amelyből azok is táplálkoznak, akik tartósan lemondanak a fizikai táplálékról.” 

### Bicsérdy Béla
A 20. század eleji népszerű életreformer, Bicsérdy Béla, aki tanításaival hatalmas tömegeket mozgatott meg, bár – hosszú böjtöléseitől eltekintve – ő maga sohasem vált fényevővé, meglátása szerint a tökéletesedés csúcspontját elérő ember képessé válhat, hogy csak vízen és levegőn élve örökké éljen.
Idézet egy, az 1924-es évben a vele készült újságcikkből: „Ha az ember az életmódjának reformja mellett annyira tökéletesedik, hogy szervezete a környező lételemekből, a vízből és levegőből is képes megszerezni a lételemeit, ez esetben nem halhat meg többé és ez az örök élet.”

## A népszerű kultúrában
Az 1977-ben, Jay Kinney által rajzolt képregényben a fényevők veszik át a hatalmat. Ebben a képregényben a McDonald’s és más éttermek csak eltéphető menüvel szolgálnak, valódi étel nélkül.

### Fórum
- Fényevő csoport a Facebookon